# Sofia Hublitz
Sofia Hublitz (Richmond, 1º giugno 2000) è un'attrice statunitense.

## Biografia
È conosciuta principalmente per il ruolo di Charlotte Byrde nella serie televisiva Ozark.

## Filmografia
- Louie – serie TV, episodi 4x11-4x12 (2014)
- Horace and Pete – webserie, episodio 1x10 (2016)
- Ozark – serie TV (2017-2022)
- Ida Red - film (2023)

## Doppiatrici italiane
Nelle versioni in italiano delle opere in cui ha recitato, Sofia Hublitz è stata doppiata da:
- Veronica Puccio in Ozark